# Ypthima avanta
Ypthima avanta är en fjärilsart som beskrevs av Moore 1874. Ypthima avanta ingår i släktet Ypthima och familjen praktfjärilar. Inga underarter finns listade i Catalogue of Life.